# Witten-Mitte

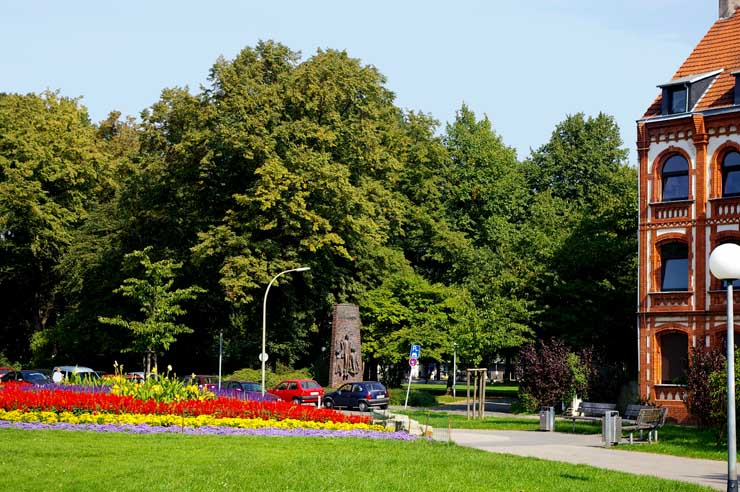
Lutherpark nahe Rathaus

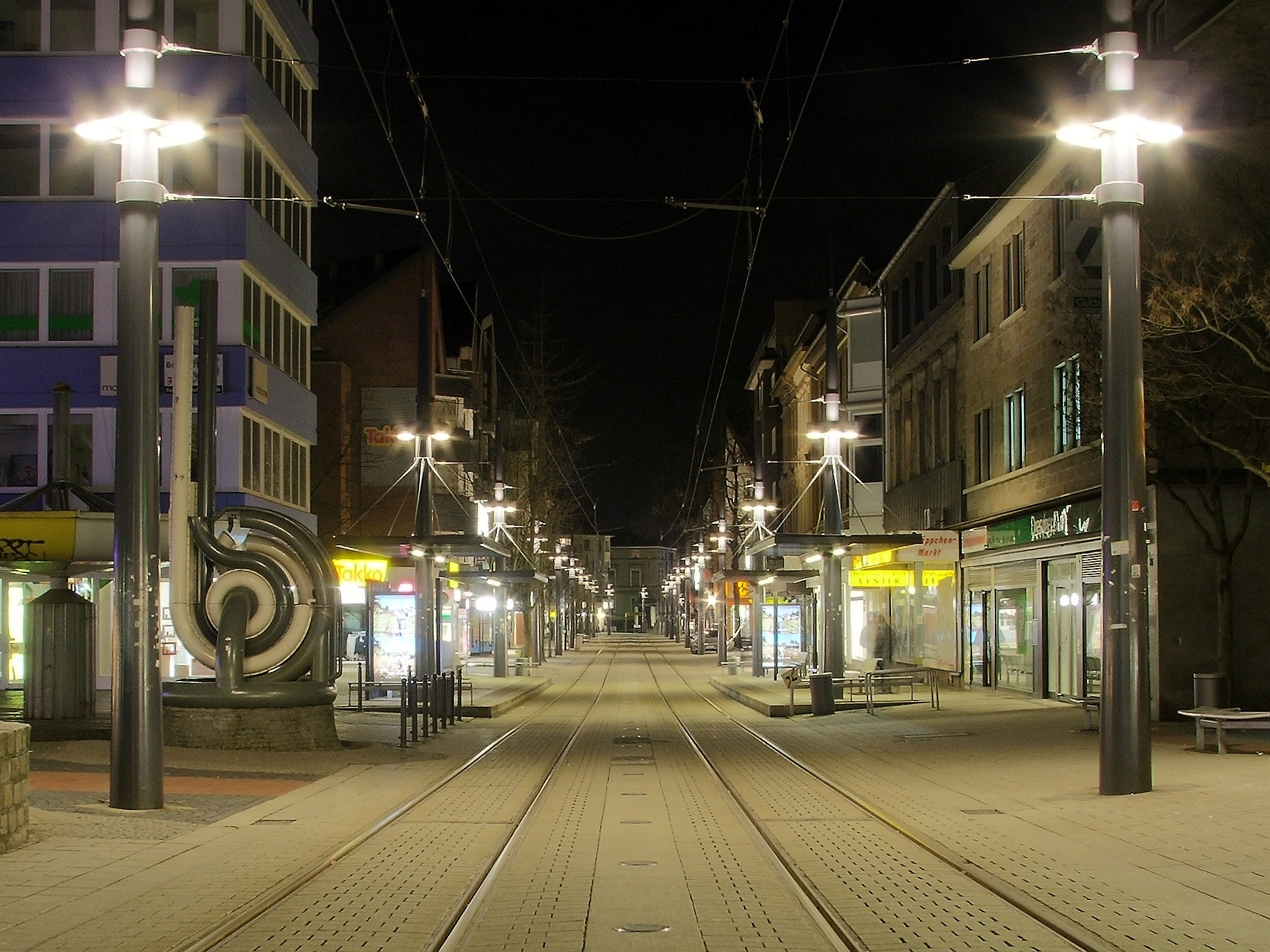
Bahnhofstraße in Witten

Witten-Mitte ist einer der sieben Stadtteile der Stadt Witten an der Ruhr. Er besteht aus den Wittener Stadtteilbezirken Innenstadt, Oberdorf-Helenenberg, Industriegürtel-West, Krone, Crengeldanz, Hauptfriedhof, Stadion, Industriegürtel-Nord und Hohenstein. In Witten-Mitte leben rund 33.000 Menschen.

## Geschichte
1214 wird urkundlich erstmals eine Pfarrkirche „in Wittene“ erwähnt. Eine solche Pfarrkirche setzt voraus, dass sich um diese Zeit bereits ein kleines Dorf in dem Bereich befunden haben muss, der heute die Innenstadt von Witten-Mitte umfasst. In der Urkunde des Kölner Bischofs Adolf I. wird ein gewisser Antonius decanus in Wittene erwähnt, Pfarrer der Wittener Gemeinde und gleichzeitig Landdechant des Dekanats Wattenscheid. Wie viele Einwohner Witten zu dieser Zeit besaß, ist unbekannt. Anhand der Einkünfte der Pfarrkirche um 1300 nimmt man an, dass sich 25 Höfe rund um die Kirche befanden.
Der Bereich, den man heute als Mitte bezeichnet, ist aus zwei „Keimzellen“ hervorgegangen: zum einen das Oberdorf und Unterdorf, wo sich zunächst der größte Teil der Bauern ansiedelte, und zum anderen der Schultenhof. Dieser war der größte Bauernhof der Gegend und befand sich im heutigen Stadtteilbezirk Innenstadt. Dieser Hof wurde zwar erst 1375 urkundlich erwähnt, doch die Heimatforschung geht inzwischen davon aus, dass sich an seinem Standort bereits 200 bis 300 Jahre zuvor ein Hof befand. Um diesen Hof siedelten sich im 14. Jahrhundert weitere Höfe an. Da die gesamte Innenstadt heute bebaut ist, deutet nur noch ein Straßenname, die Schultenhofstraße, auf den Hof hin. 1862 verkaufte der damalige Besitzer des Schultenhofes einen Teil seines Besitzes an die Stadt Witten. Zu diesem Besitz gehörte auch ein Haus, das die Stadt bis 1922/23 als Rathaus nutzte. Erst mit dem Bau des neuen Rathauses in den Jahren 1922–1925 verlor es an Bedeutung. Bei einem Bombenangriff 1944 wurde es zum großen Teil zerstört und 1949 endgültig abgerissen. An seiner Stelle befindet sich heute ein Teil des Wittener Rathausplatzes und damit jener Punkt, den Wittener in der Umgangssprache als „Mitte“ bezeichnen.

### Marktrecht
Dass sich Witten überhaupt zu einer Stadt entwickeln konnte, verdankt sie unter anderem dem Marktrecht, das ihr am 22. April oder 2. Mai 1675, die Quellen sind diesbezüglich etwas ungenau, verliehen wurde. In Kleve übergab Kurfürst Friedrich Wilhelm von Brandenburg den Vertretern der Gemeinde die entsprechende Urkunde. Damit entwickelte sich Witten zu einem Anziehungspunkt für Menschen aus dem gesamten Umland. Als 1683 auch Herbede dieses Recht zugestanden bekam, protestierte Witten und fand in der Stadt Hattingen eine Verbündete. Ihr gemeinsamer Protest hatte Erfolg, 1689 wurde Herbede das Marktrecht wieder entzogen.

### Johanniskirche

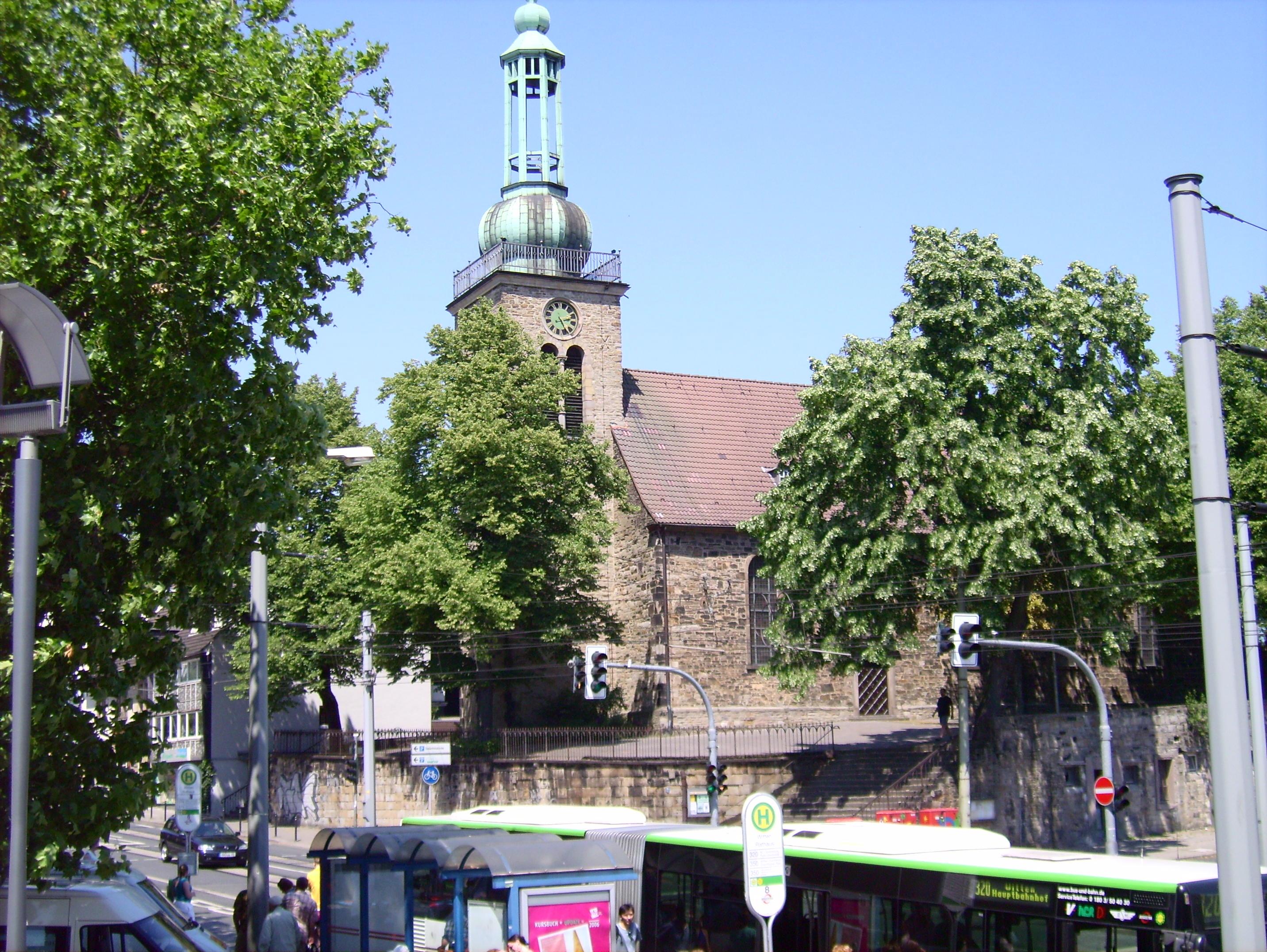
Die Johanniskirche

Die Johanniskirche liegt direkt gegenüber dem Rathausplatz und ist damit Teil der „Mitte“ und des Stadtteilbezirkes „Innenstadt“.
Sie ist aus der 1214 erstmals beurkundeten Pfarrkirche hervorgegangen und gilt als ältestes Gebäude der Stadt. Aufgrund von Grabungen im Umfeld der Kirche sind sich Heimatforscher inzwischen sicher, dass an ihrer Stelle bereits im 9. oder 10. Jahrhundert ein Kirchenbau – vermutlich eine kleine Kapelle – gestanden haben muss.
In ihrer jetzigen Form wurde sie 1752 auf den Fundamenten der Ur-Kirche erbaut, 1845 erhielt sie im Rahmen einer Erweiterung ihr heutiges Gesicht. Nach Zerstörungen im Zweiten Weltkrieg wurde der Wiederaufbau 1952 abgeschlossen.

#### Reformation
Mit Einzug der Reformation in Witten wurde die Johanniskirche 1582 ein evangelisches Gotteshaus.

### Rathaus

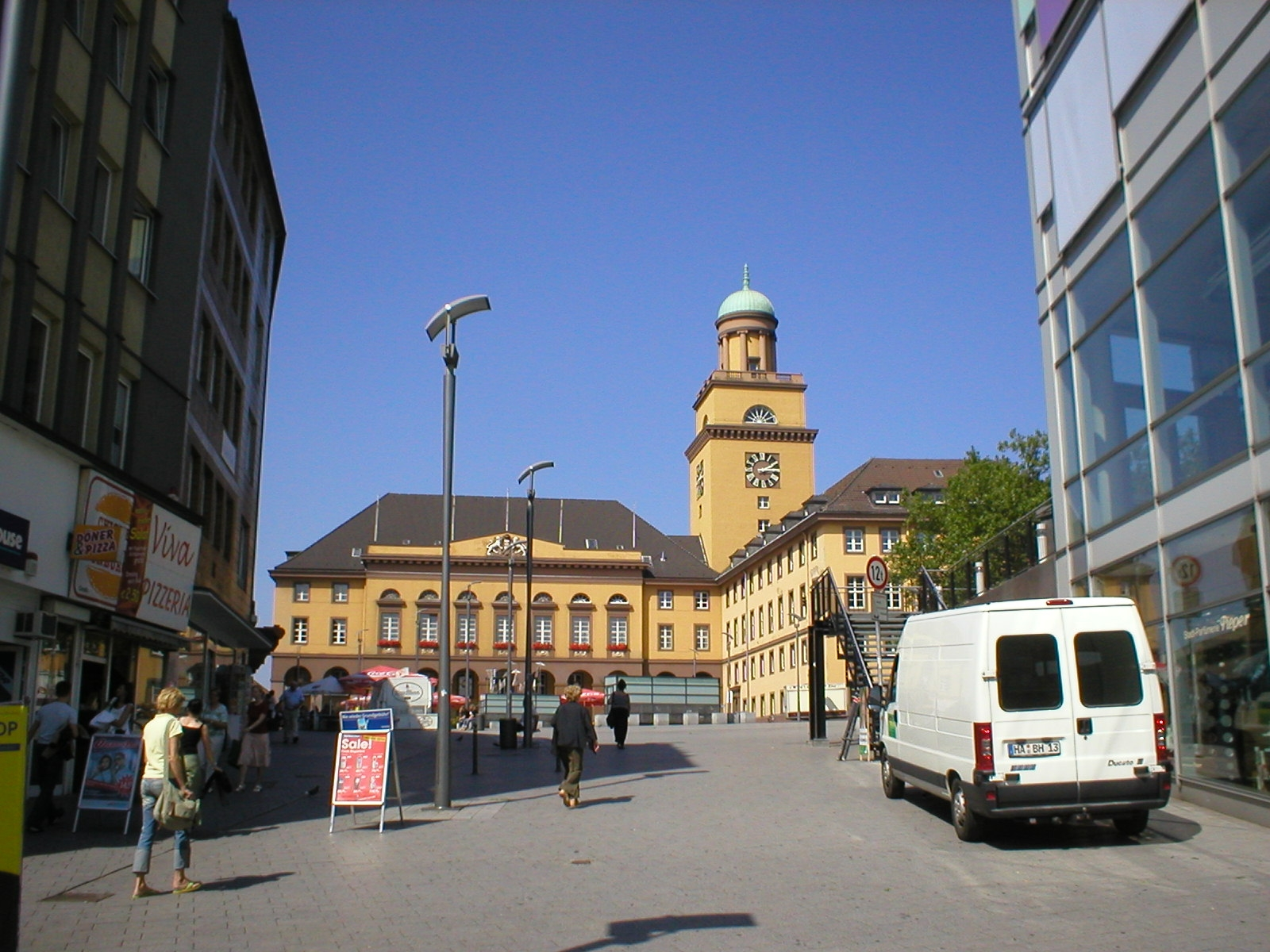
Rathaus von vorn

1862 erwarb die Stadt Witten ein Privathaus nahe dem Marktplatz, um in diesem Haus die Verwaltung der wachsenden Stadt unterzubringen. Am 25. Oktober 1911 schrieb der Magistrat schließlich einen Wettbewerb zum Neubau eines Rathauses aus. Durch den Ausbruch des Ersten Weltkrieges wurde erst am 7. Juli 1921 von der Stadtverordnetenversammlung der Baubeginn beschlossen. Mit der Ruhrbesetzung durch französische Truppen 1923 und der hohen Inflation der Zeit, gerieten die Bauarbeiten immer wieder ins Stocken. Der erste Bauabschnitt war 1924 soweit abgeschlossen, dass das Rathaus teilweise bezogen werden konnte. Die Verwaltung war angehalten, die Büros schnell in Besitz zu nehmen, um einer Besetzung der Räumlichkeiten durch die französischen Besatzungstruppen zuvorzukommen. Im Juli 1924 wurde das Hauptgebäude endgültig seiner Bestimmung übergeben. Im gleichen Monat begannen die Bauarbeiten des prägnanten Turms, der zusammen mit der gegenüberliegenden Johanniskirche seit seiner Fertigstellung das Gesicht von Witten-Mitte und damit der Wittener Innenstadt prägt. Ursprünglich sollte die Spitze des Turms eine auf einem Sockel stehende Bronzestatue zieren, deren Anfertigung allerdings 10.000 Reichsmark gekostet hätte. Da der Stadt 1924 jedoch das Geld für eine solche Anfertigung fehlte, wurde die Anfertigung der Statue aufgeschoben und stattdessen die Turmspitze mit einer Fiale aus Kupferblech im Jahre 1926 abgeschlossen. Dieses Provisorium ziert bis heute die Spitze des Wittener Rathausturms.

## Stadtteilbezirke

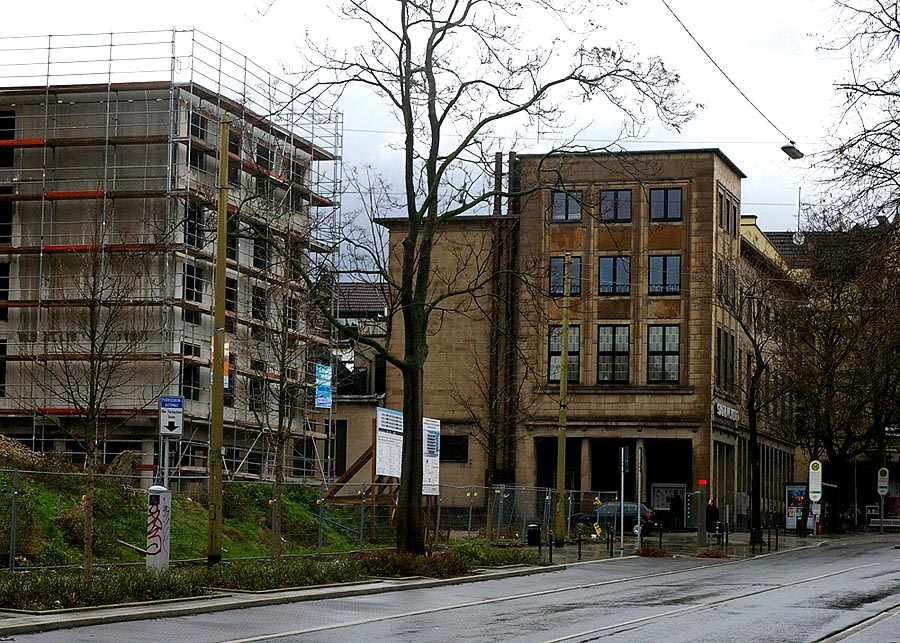
Zentralbibliothek (re.) an der Ruhrstraße / Neubau (li.) des Altenzentrums Haus am Voß’schen Garten der Boecker-Stiftung im Januar 2007

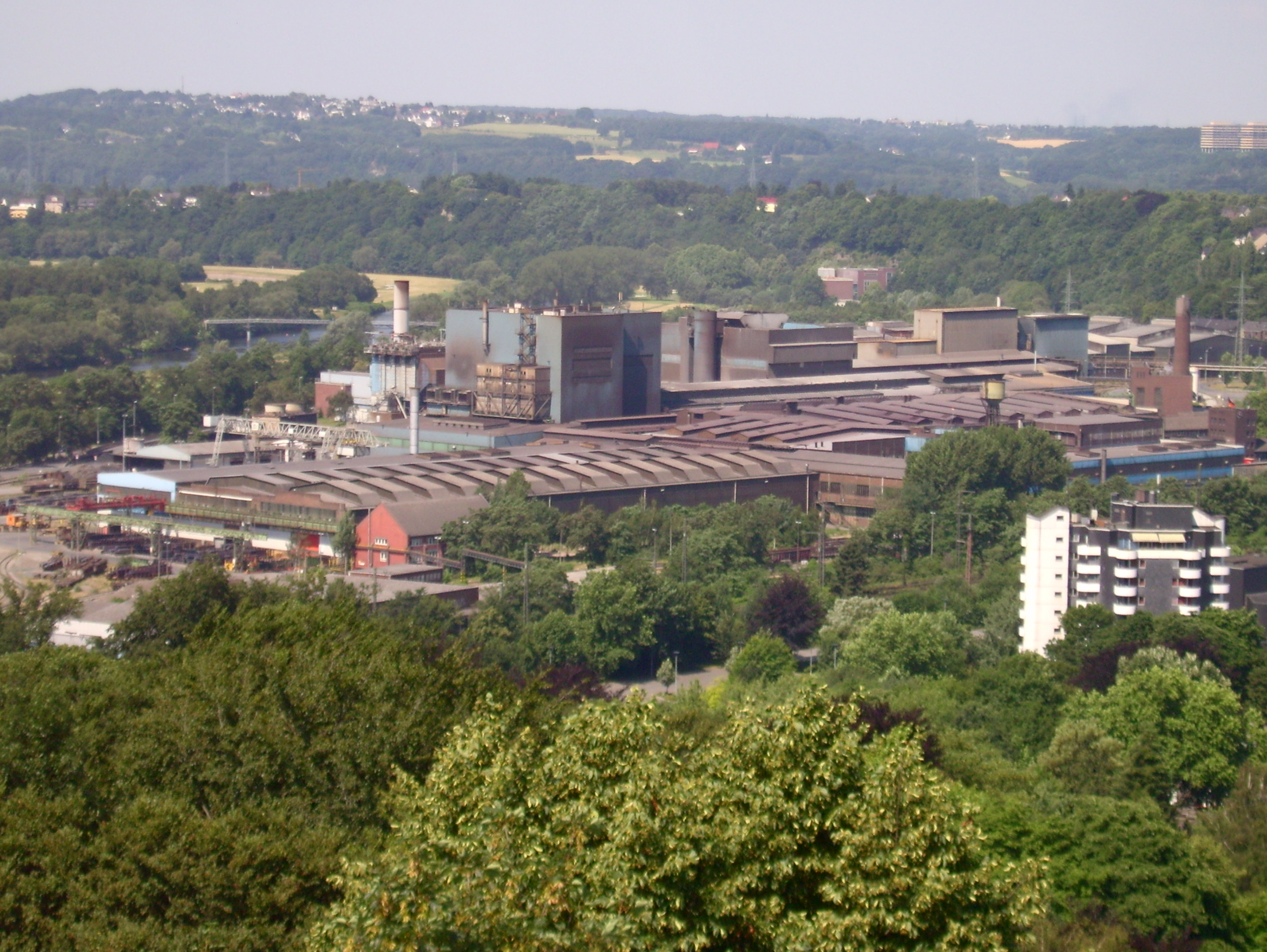
Deutsche Edelstahlwerke

Witten-Mitte besteht, basierend auf den Karten des Amtes für Statistik, Stadtentwicklung und Internetservice der Stadt Witten, aus den Stadtteilbezirken Innenstadt, Oberdorf-Helenenberg, Industriegebiet-West, Krone, Crengeldanz, Hauptfriedhof, Stadion, Industriegebiet-Nord und Hohenstein. In der öffentlichen Betrachtung werden diese Ortsteile sehr unterschiedlich wahrgenommen. Während ein Ortsteil wie Krone in der öffentlichen Wahrnehmung klar als Ortsteil definiert wird – mit eigenen Ortsteilgrenzen, einer eigenen Geschichte, einer eigenen Identität – stellen Bezeichnungen wie Industriegebiet-West vor allem verwaltungstechnische Konstrukte, so genannte „statistische Bezirke“, dar.

### Innenstadt
Der Bezirk Innenstadt umfasst unter anderem die Fußgängerzone der Stadt (Bahnhofstraße) sowie die Ruhrstraße, das Geschäftszentrum Wittens. Auch das Rathaus befindet sich im Bezirk.

### Oberdorf-Helenenberg
Die Zusammenführung vom Oberdorf und dem Helenenberg ist ein verwaltungstechnisches Konstrukt. Der Bereich des Oberdorfes gilt als Keimzelle Wittens. Hier ließen sich vermutlich im 9. Jahrhundert erste Siedler nieder.

### Industriegürtel-West
Der Industriegürtel-West umfasst ein Gebiet im Westen der Stadt. In diesem Gebiet befindet sich mit den Deutschen Edelstahlwerken das größte Industrieunternehmen der Stadt. Ebenfalls unterhält die Deutsche Bahn in diesem Gebiet das Ausbesserungswerk Weichenwerk Witten. Der Industriegürtel trägt die Gemarkungsnummer 13. Er hatte am 31. Dezember 2014 insgesamt 2169 Einwohner.

### Krone
Als Ortsteil gehört Krone erst seit 1929 zu Witten. Zuvor gehörte der „Statistische Bezirk 14“ zum Amt Langendreer.

### Crengeldanz
In der Geschichte der Stadt Witten spielt vor allem das Haus Crengeldanz eine entscheidende Rolle. Im Ortsteil mit der Gemarkungsnummer 15 befindet sich heute unter anderem ein Werk des britischen Konzerns Pilkington.

### Hauptfriedhof
Der Bezirk Hauptfriedhof trägt die Gemarkungsnummer 16. Er hatte am 31. Dezember 2014 insgesamt 1581 Einwohner. Tatsächlich handelt es sich bei der Grenzziehung dieses Bezirks um ein rein statistisches Konstruktum. Wie der Name erkennen lässt, befindet sich innerhalb der Grenzen des Bezirks der Wittener Hauptfriedhof „Walfischbusch“. Der 1963 angelegte Friedhof erstreckt sich auf einer Fläche von 20,5 ha und verdankt seinen Namen der Zeche Wallfisch, die an seiner Stelle zwischen 1832 und 1880 Steinkohle förderte. Die östliche Grenzlinie des statistischen Bezirkes verläuft mitten durch den so genannten Sonnenschein. Dabei handelt es sich um eine ebenfalls in den 1960er Jahren entstandene Wohnsiedlung, die aufgrund ihrer aufgelockerten Wohnbauweise mit mehrgeschossigen Genossenschaftshäusern, Einfamilienhäusern, einer eigenen Einzelhandelsstruktur, der Ansiedlung einer Grundschule im Jahr 1967 (ab 1971 Hauptschule, seit 2006 Realschule) sowie einer vollkommen autarken Lage ohne nennenswerte Anbindung an andere Stadtteilbezirke, einen eigenen Ortsteilcharakter aufweist. Doch obschon ein Bauernhof Sonnenschein bereits 1664 erstmals urkundlich erwähnt wurde und damit gar eine historische Relevanz dieser Flur vorliegt, hat der Bezirk, der in der öffentlichen Wahrnehmung als eigener Ortsteil existiert, in den Gemarkungen der Stadt Witten als solcher kein Vorhandensein. Die durchaus als willkürlich zu bezeichnende Grenzziehung mitten durch den „Quasi-Ortsteil“ teilt ihn zwischen dem statistischen Bezirk Hauptfriedhof und dem Ortsteil Crengeldanz auf.

### Stadion

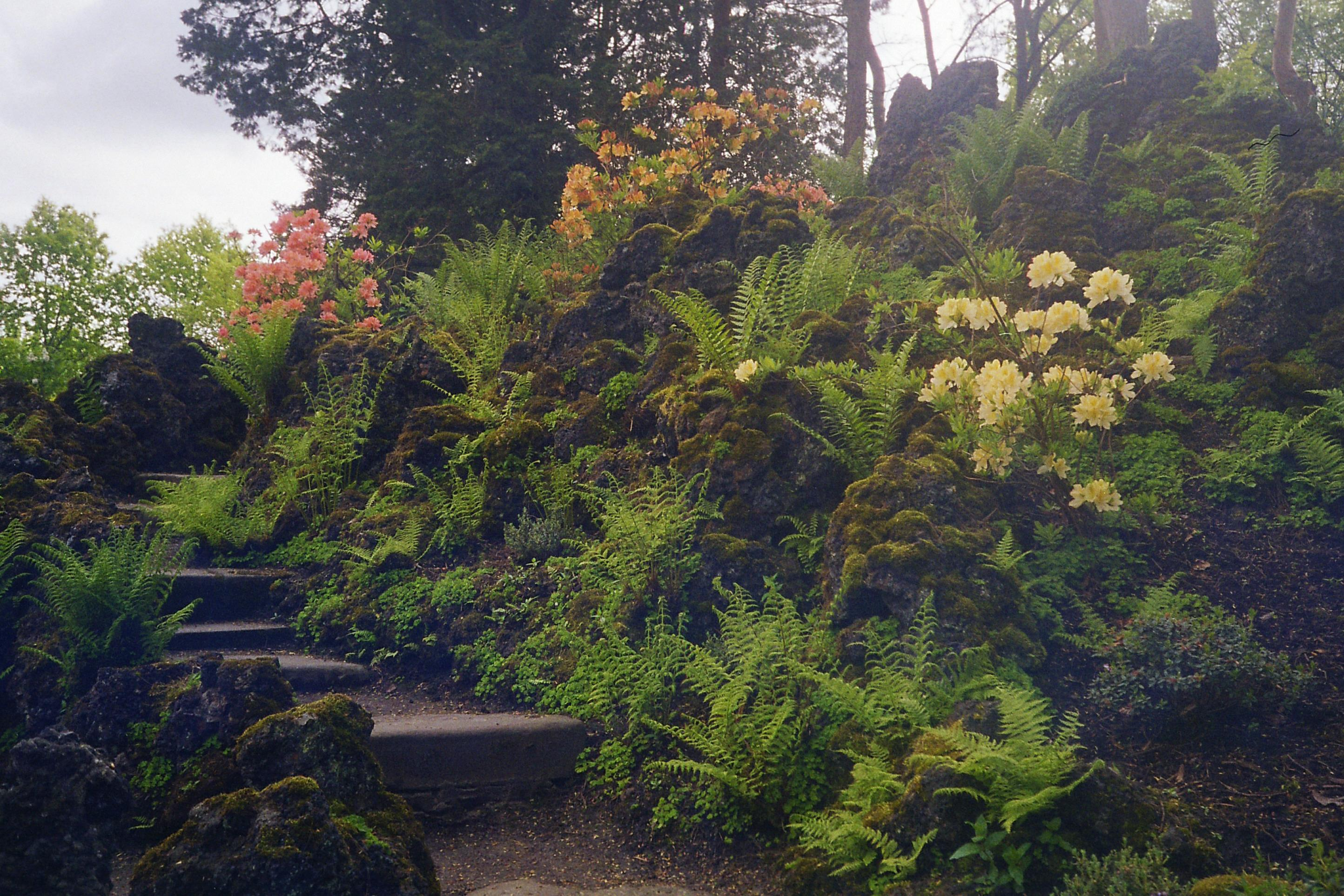
Impression aus dem Schwesternpark

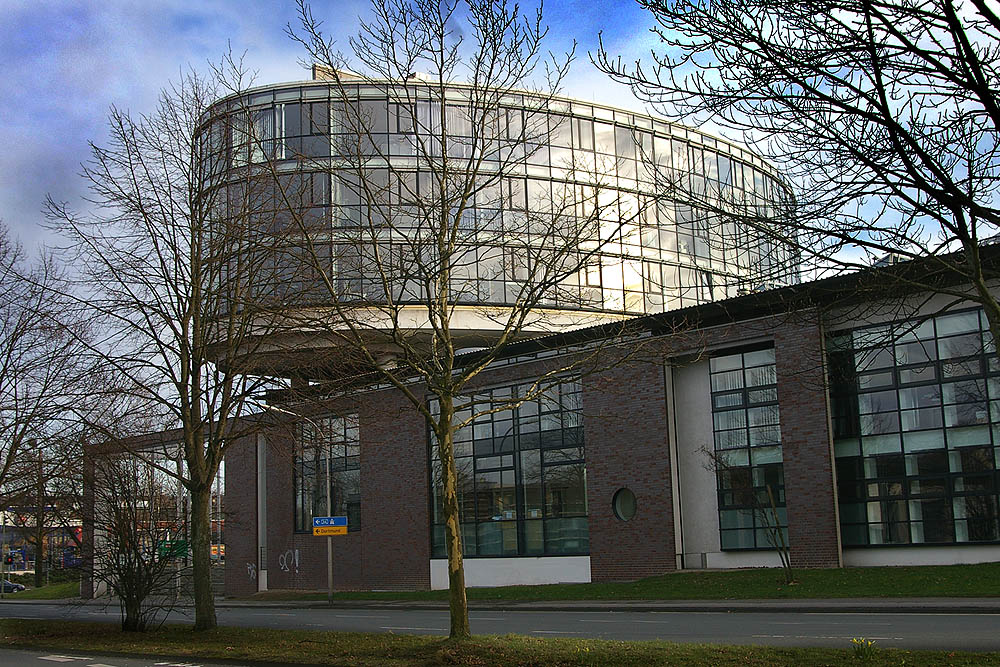
Stadtwerkegebäude

Der Stadtteilbezirk Stadion trägt die Gemarkungsnummer 17. Er hatte am 31. Dezember 2014 insgesamt 2303 Einwohner. Bedeutung erlangte der im Osten von Witten-Mitte gelegene Bezirk einst aufgrund der Ansiedlung des Bahnhofs „Witten Ost“ an der Bahnstrecke Rheinischer Esel. Der größte Teil des Bahngeländes liegt heute brach, seit die Bahnstrecke 1982 stillgelegt wurde.
Ebenfalls im Bezirk befinden sich das Diakoniewerk Ruhr Witten sowie das Evangelische Krankenhaus Witten. Angeschlossen an die Einrichtungen ist der so genannte Schwesternpark. Das äußere Erscheinungsbild des Bezirks ist sehr uneinheitlich. Neben vier- bis fünfgeschossiger Wohnbebauung befinden sich im Wittener Osten viele Kleinbetriebe, dafür jedoch kaum Einzelhandel. Andererseits bietet er eine Reihe von innerstädtischen Grünzügen, zu denen nicht nur der Schwesternpark gehört, sondern auch ein Wäldchen entlang der stillgelegten Bahnlinie. Auch der größte evangelische Friedhof der Stadt befindet sich innerhalb seiner Grenzen.
Seinen Namen verdankt der Bezirk dem Wullenstadion, dem größten Sportstadion von Witten, das sich im Bezirk direkt an der Stadtteilgrenze zu Annen befindet.

### Industriegürtel-Nord
Dieser statistische Bezirk trägt die Gemarkungsnummer 18. Er hatte am 31. Dezember 2014 insgesamt 6375 Einwohner.

### Hohenstein
Der Hohenstein ist der zentrale Wittener Stadtwald und ein über die Grenzen der Stadt hinaus bekanntes Naherholungsgebiet. Vom Berger-Denkmal aus ist es möglich, das gesamte Ruhrtal bis weit nach Wetter hinein zu überblicken. Als statistischer Bezirk trägt der Stadtwald die Gemarkungsnummer 19.

## Wirtschaft

### Einzelhandel

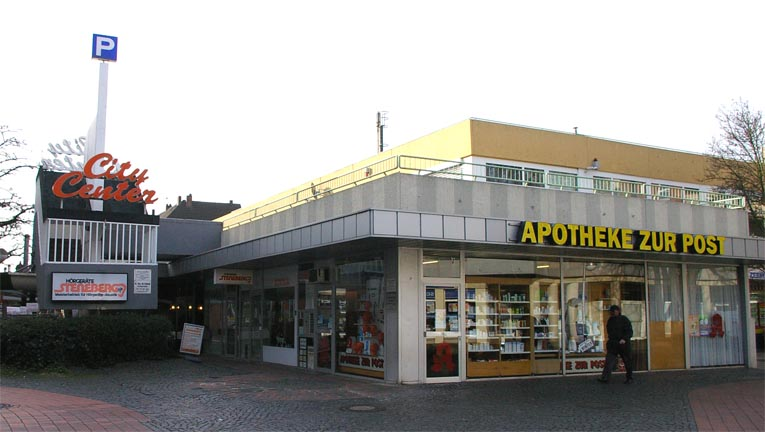
Wurde 2008 abgerissen: City-Center Witten

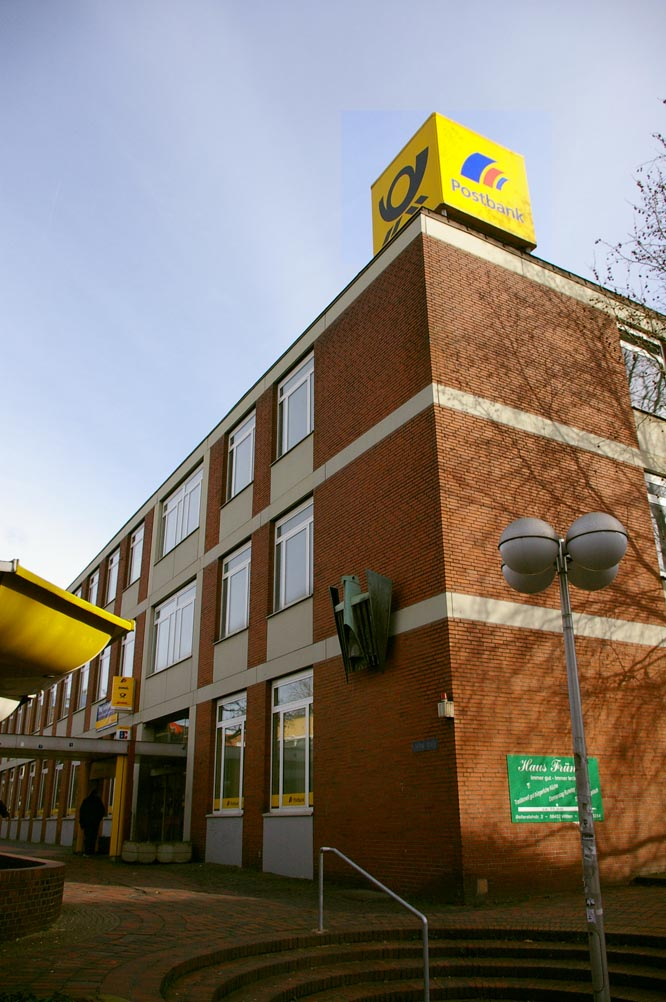
Wurde 2008 abgerissen: Die Hauptpost

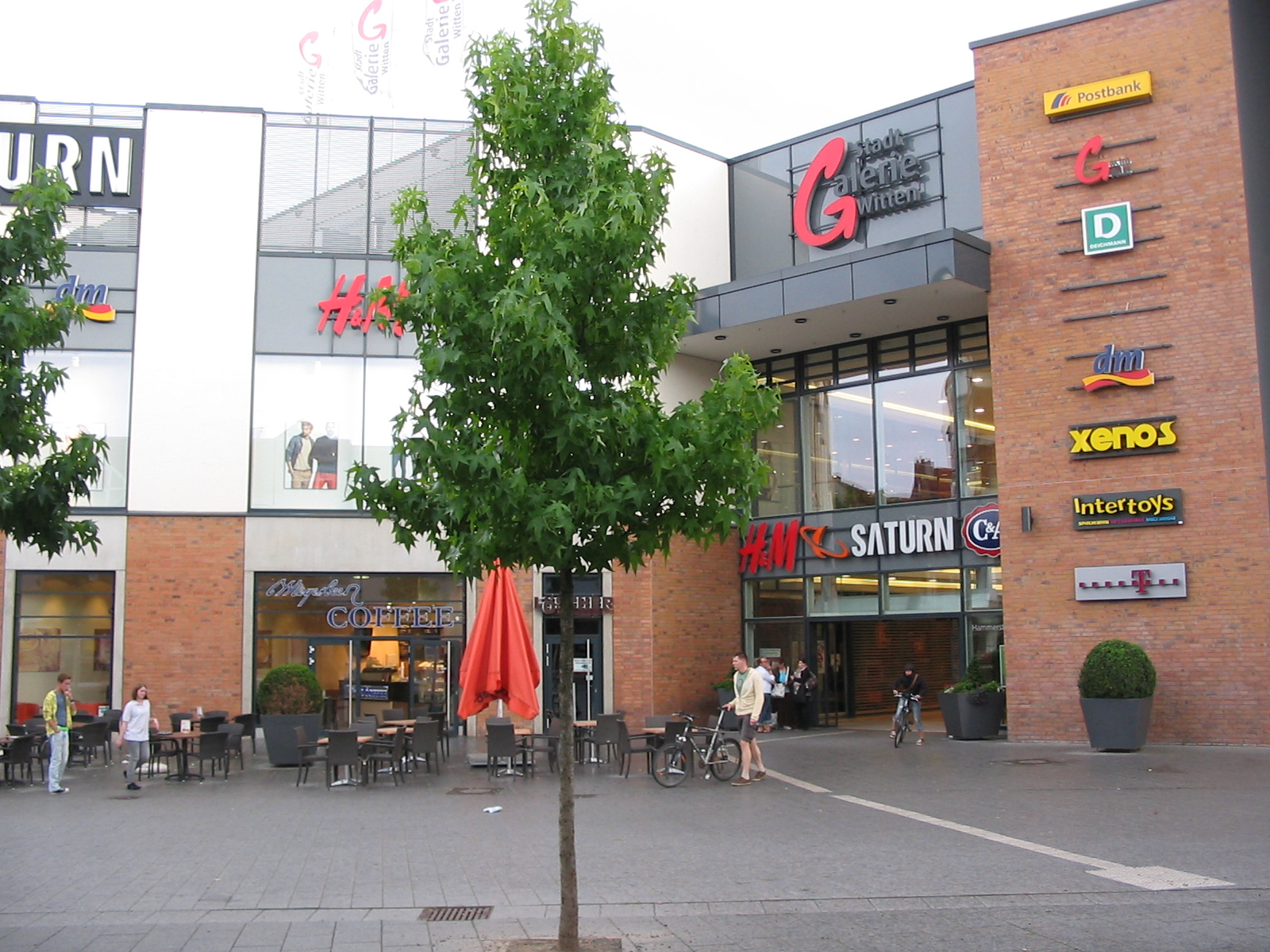
StadtGalerie Witten

Dank der Bahnhofstraße, der ausgedehnten Fußgängerzone in der Innenstadt von Witten, kann sich die Stadt als Mittelzentrum in der Region behaupten. Tatsächlich stellt die Innenstadt innerhalb Wittens den Hauptstandort des örtlichen Einzelhandels dar, es ist das Hauptzentrum der Stadt. Lediglich Annen und Herbede können den Status eines örtlichen Nebenzentrums mit entsprechenden Geschäftsansiedlungen innerhalb Wittens vorweisen.
Der Einzelhandel innerhalb der Innenstadt konzentriert sich schwerpunktmäßig auf zwei Straßen: Die Ruhrstraße sowie die Bahnhofstraße, die bereits in den 1960er Jahren als eine der ersten Einkaufsstraßen überhaupt zur Fußgängerzone ausgebaut worden ist. Ein Kuriosum stellt die Tatsache dar, dass die Bahnhofstraße zwar offiziell als Fußgängerzone bezeichnet wird, gleichwohl aber Straßenbahnschienen mitten durch die Fußgängerzone verlaufen und ein regelmäßiger Straßenbahnverkehr auch stattfindet. Weiterer Einzelhandel ist über die gesamte Innenstadt verteilt.
Während das „obere“ Teilstück der Bahnhofstraße mit einer Reihe von renommierten Einzelhändlern und einem großen Kaufhaus aufwarten kann und Käufer aus der gesamten Region anlockt, kämpfen vor allem die Geschäftsbetreiber in der so genannten „Unteren Bahnhofstraße“, dem westlichen Ende der Fußgängerzone, mit Leerständen und gegen Käuferschwund. In der Hoffnung auf eine Attraktivierung der „Unteren Bahnhofstraße“ wurde im Jahr 2004 die Ansiedlung eines SB-Warenhauses der Kette Kaufland nahe dem betroffenen Teilstück der Fußgängerzone genehmigt, kurze Zeit später siedelte sich an der westlichen Bahnhofstraße das „Novum“ an, eines der größten Gebrauchtwarenhäuser in Deutschland. Gerade von der Kaufland-Ansiedlung erhoffte sich die Stadtverwaltung positive Synergieeffekte für die „Untere Bahnhofstraße“, die Zusage für die Ansiedlung traf der Rat der Stadt Witten im April 2004 mit großer Mehrheit. Wie ein Gutachten aus dem Jahr 2007 zeigt, wurden an die Ansiedlung geknüpften Erwartungen für die „Untere Bahnhofstraße“ allerdings nicht erfüllt.
Die Hauptpost und das in den 1970er Jahren entstandene kleine Einkaufszentrum City-Center, das von der Wittener Bevölkerung jedoch niemals richtig angenommen worden war, wurden 2008 abgerissen und auf dem Gelände das Einkaufszentrum StadtGalerie errichtet (Eröffnung 2009).

## Gesundheit

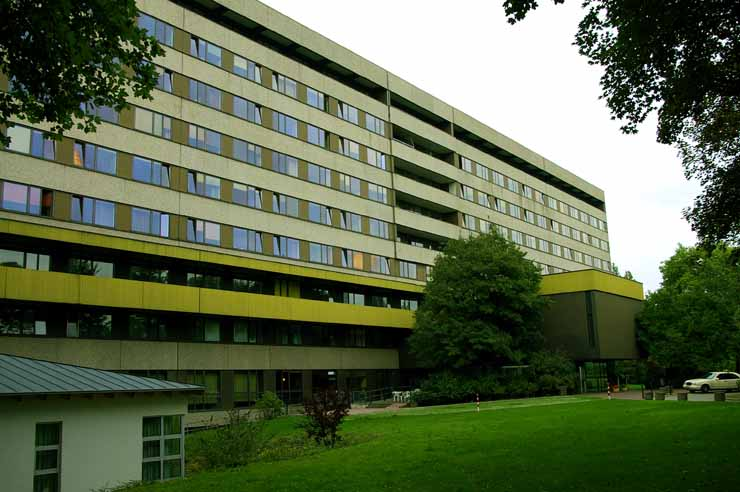
Evangelisches Krankenhaus Witten

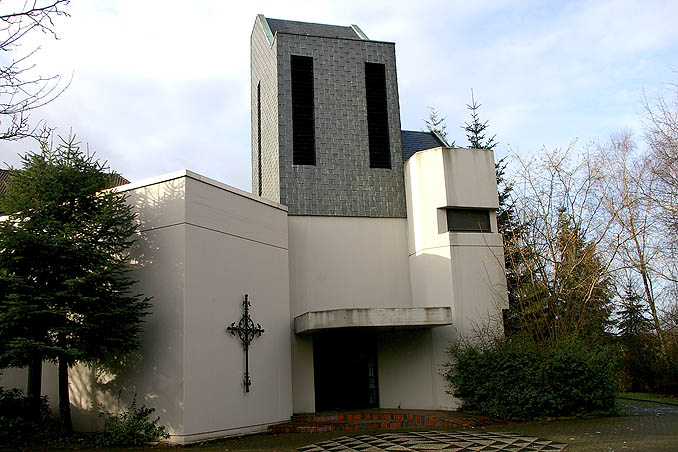
Lukas-Zentrum auf dem Gelände der Diakonie, nahe dem Evangelischen Krankenhaus

Die Stadt Witten beherbergt zwei Krankenhäuser, beide befinden sich in diesem Stadtteil:
- Marienhospital (kath.)
- Evangelisches Krankenhaus Witten (bis Mitte der 70er Jahre „Diakonissenhaus“, umgangssprachlich findet der Name bis heute Verwendung)